# Party Queen
Albums de Ayumi Hamasaki
Love songs
(2010) LOVE again
(2013)
EPs par Ayumi Hamasaki
FIVE
(2011) LOVE
(2012)
Singles
1. how beautiful you are
Sortie : 8 février 2012

Party Queen est le 13e album original de Ayumi Hamasaki sorti sous le label avex trax, en excluant mini-albums, compilations, et albums de remix.

## Présentation
L'album sort le 21 mars 2012 au Japon sous le label avex trax ; il sort un an et trois mois après le précédent album original complet de la chanteuse, Love songs sorti en décembre 2010 (elle a sorti entre-temps un mini-album, FIVE, en 2011). Il atteint la 2e place du classement des ventes de l'Oricon ; c'est son deuxième album studio à ne pas se classer N°1, après GUILTY en 2008. Il se vend à 97 691 exemplaires la première semaine, et reste classé vingt-deux semaines, pour un total de 148 290 exemplaires vendus pendant cette période.
L'album contient 14 pistes (11 chansons et trois interludes instrumentaux), dont aucune n'est sortie en single physique ; un des titres, how beautiful you are, est cependant sorti en single digital en téléchargement un mois auparavant. Un autre, Tell me why, est une adaptation en japonais de la chanson grecque Sose Me -Lights On- parue en 2010 sur le premier album de Ívi Adámou.
L'album sort en cinq formats, avec des pochettes différentes : en « CD seul », en « CD+DVD » (avec un DVD en supplément contenant quatre clips et leurs making-of), en « CD+2DVD » (avec un second DVD supplémentaire contenant vingt-deux pistes du dernier concert « ayumi hamasaki ARENA TOUR 2012 A 〜HOTEL Love songs〜 »), et en deux coffrets » Special limited box-set ». Les deux coffrets contiennent la version « CD+2DVD » de l'album, la vidéo de la précédente tournée « POWER of MUSIC 2011 » sortie indépendamment le même jour (sur deux disques DVD dans l'un des coffret, et sur un disque Blu-ray dans l'autre), et des goodies exclusifs (deux verres et deux sous-verre estampillés « Party Queen »).

## Liste des titres
Toutes les paroles sont écrites par Ayumi Hamasaki.
| CD    | CD                                                                     | CD                                                    | CD                    | CD    | CD | CD | CD | CD | CD |
| No    | Titre                                                                  | Musique                                               | Arrangement(s)        | Durée |    |    |    |    |    |
| ----- | ---------------------------------------------------------------------- | ----------------------------------------------------- | --------------------- | ----- | -- | -- | -- | -- | -- |
| 1.    | Party queen                                                            | Timothy Wellard                                       | Tasuku                | 3:56  |    |    |    |    |    |
| 2.    | NaNaNa                                                                 | Corin                                                 | CMJK                  | 3:41  |    |    |    |    |    |
| 3.    | Shake It ♥                                                             | Bounceback                                            | CMJK                  | 3:49  |    |    |    |    |    |
| 4.    | taskebab (instrumental)                                                | Tasuku                                                | Tasuku                | 1:50  |    |    |    |    |    |
| 5.    | call                                                                   | Katsumi Ohnishi                                       | Tasuku                | 4:04  |    |    |    |    |    |
| 6.    | Letter                                                                 | Katsumi Ohnishi                                       | Tasuku, Harvey Brough | 4:41  |    |    |    |    |    |
| 7.    | reminds me                                                             | Yuta Nakano                                           | Tasuku, Harvey Brough | 5:21  |    |    |    |    |    |
| 8.    | Return Road                                                            | Dai Nagao                                             | Yuta Nakano           | 4:54  |    |    |    |    |    |
| 9.    | Tell me why (adaptation japonaise de Sose Me -Lights On- d'Ívi Adámou) | L. Dissing, H. Sabzevari, D. Stassos, M. Winther-John | CMJK                  | 3:41  |    |    |    |    |    |
| 10.   | a cup of tea (instrumental)                                            | CMJK                                                  | CMJK                  | 1:42  |    |    |    |    |    |
| 11.   | the next Love                                                          | Timothy Wellard                                       | Yuta Nakano           | 4:04  |    |    |    |    |    |
| 12.   | Eyes, Smoke, Magic                                                     | Timothy Wellard                                       | Yuta Nakano           | 4:09  |    |    |    |    |    |
| 13.   | Serenade in A minor (instrumental)                                     | Yuta Nakano                                           | Yuta Nakano           | 2:18  |    |    |    |    |    |
| 14.   | how beautiful you are                                                  | Timothy Wellard                                       | Yuta Nakano           | 5:01  |    |    |    |    |    |
| 53:04 |                                                                        |                                                       |                       |       |    |    |    |    |    |

| 1. | How Beautiful You Are (video clip) (how beautiful you are...)  |  |
| 2. | Return Road (video clip)                                       |  |
| 3. | Shake It ♥ (video clip)                                        |  |
| 4. | NaNaNa (video clip)                                            |  |
| 5. | How Beautiful You Are (making clip) (how beautiful you are...) |  |
| 6. | Return Road (making clip)                                      |  |
| 7. | Shake It ♥ (making clip)                                       |  |
| 8. | NaNaNa (making clip)                                           |  |

| 1.  | Do it again             |  |
| 2.  | Happening Here          |  |
| 3.  | Insomnia                |  |
| 4.  | Moon (MOON)             |  |
| 5.  | Fated                   |  |
| 6.  | feedback                |  |
| 7.  | Never Ever (NEVER EVER) |  |
| 8.  | Sending mail            |  |
| 9.  | machine                 |  |
| 10. | Sparkle                 |  |
| 11. | Humming 7/4             |  |
| 12. | Evolution               |  |
| 13. | Rainbow (RAINBOW)       |  |
| 14. | November                |  |
| 15. | music                   |  |
| 16. | Ladies Night            |  |
| 17. | Party Queen             |  |
| 18. | Happening Here          |  |
| 19. | Love Song               |  |
| 20. | How Beautiful You Are   |  |
| 21. | Trauma ~ Boys & Girls   |  |
| 22. | My All (MY ALL)         |  |

Vidéo Ayumi Hamasaki -Power of Music- 2011 A Limited Edition incluse dans les coffrets
(sur un disque blu-ray de 29 pistes, ou en deux DVD de 22 et 7 pistes)
1. forgiveness
2. progress
3. M
4. decision
5. Catcher In The Light
6. walking proud
7. part of Me
8. beloved
9. BRILLANTE
10. overture
11. Days
12. ANother song feat. URATA NAOYA
13. Why... feat. JUNO
14. vogue 〜 Far away 〜 SEASONS
15. WONDERLAND
16. Bold & Delicious
17. Mirrorcle World
18. evolution
19. Boys & Girls
20. Born To Be...
21. a song is born
22. Thank U
23. BLUE BIRD
24. monochrome
25. A Song for ××
26. NEVER EVER
27. Moments
28. Love song
29. July 1st